# Paulus Kuoljok
Per-Paulus Kuoljok, född 14 januari 1986 i Gällivare församling, Norrbottens län, är en samisk politiker, som är Sametingets 1:e vice ordförande sedan 2021. Han var Sametingets ordförande 2017-2021 och har varit ledamot i sametingets plenum sedan 2010. 2007-2012 var han även ledamot i Sametingets ungdomsråd och var ordförande där 2007-2010.
Han har rötter i Sirges sameby i Jokkmokks kommun och växte upp i Porjus.